# Ріта Ковач
Ріта Ковач (угор. Rita Kovács, 29 березня 1970) — угорська плавчиня.
Учасниця Олімпійських Ігор 1996 року.
Призерка Чемпіонату світу з водних видів спорту 1994 року.
Чемпіонка Європи з водних видів спорту 1995, 1997 років, призерка 1991, 2006 років.